# 古里 (長野市)
古里（ふるさと）は長野市北東部の地区。本項ではかつて概ね同地域に所在した上水内郡古里村（ふるさとむら）についても述べる。
地区名「古里」は、1889年（明治22年）の5ヵ村合併の際に誕生。「町村分合上申書」によれば、その名の由来を「もっとも早く村里を形成したから」としている。特に中心的な村落もなく、合成名も困難。古代東山道の多古駅や三才古墳の存在などから察せられるように、古くから開けていたことを誇り決定したと思われる。

## 人口
地区内全体の世帯数および人口は、5,671世帯 13,367人（令和5年3月1日時点）。
以下の1879年～1995年は『長野市誌 第8巻』、2000年～は住民基本台帳の1月1日の数値による。人口は明治の初めから第二次大戦後までほとんど変化はない。戦後ベビーブームの影響もあって次第に増えてくるが、大きな変化が現れるのは1965年以降である。
1963年、上駒沢の現地籍から徳間地籍にかけて長野工業高等専門学校、1964年に市立第二高等学校（現・市立長野中学校・高等学校）が開校すると、信越線の三才停留所の乗降客も増え、1966年には廃止寸前だった三才停留所が駅に昇格した。同年県企業局によって上駒沢新町団地が造成されると、市の中心部へ信越線を利用しても長野電鉄線を利用しても10～15分という利便性を買われ、団地や個人住宅の建設が急速に進んだ。
職業構成も1879年に農業が93パーセントだったのが1995年には7,2パーセントになった。
- 1879年　2696人
- 1888年　2974人
- 1900年　2983人
- 1910年　2925人
- 1915年　3168人
- 1920年　2461人
- 1930年　2585人
- 1935年　2617人
- 1940年　2769人
- 1947年　3611人
- 1950年　3744人
- 1955年　3790人
- 1960年　3711人
- 1965年　3850人
- 1970年　5688人
- 1975年　9449人
- 1980年 11457人
- 1985年 12356人
- 1990年 13126人
- 1995年 13498人
- 2000年 13962人
- 2005年 13928人
- 2010年 14021人
- 2015年 13777人
- 2020年 13610人

| \| 1950年（昭和25年） \| 3,744人 \| \| \| 1960年（昭和35年） \| 3,711人 \| \| \| 1970年（昭和45年） \| 5,688人 \| \| \| 1980年（昭和55年） \| 11,457人 \| \| \| 1990年（平成2年） \| 13,126人 \| \| \| 2000年（平成12年） \| 13,962人 \| \| \| 2010年（平成22年） \| 14,021人 \| \| \| 2020年（令和2年） \| 13,610人 \| \| |          |  |
| 長野市 |          |  |
| 1950年（昭和25年） | 3,744人  |  |
| 1960年（昭和35年） | 3,711人  |  |
| 1970年（昭和45年） | 5,688人  |  |
| 1980年（昭和55年） | 11,457人 |  |
| 1990年（平成2年） | 13,126人 |  |
| 2000年（平成12年） | 13,962人 |  |
| 2010年（平成22年） | 14,021人 |  |
| 2020年（令和2年） | 13,610人 |  |

## 地理
地域北西部をしなの鉄道北しなの線・北陸新幹線が通過し、地域南西から北東にかけて浅川が流れる。中央部を長野県道372号三才大豆島中御所線が南北に走る。
周囲は以下の地域・地区と接する。
長野市街地から約6kmほど北東に位置する。地域西部の長野電鉄朝陽駅としなの鉄道三才駅とを結ぶ長野県道372号三才大豆島中御所線沿いに住宅地・集落が集中しており、そのほかは農地の広がる長閑な地域である。

### 河川
- 浅川
- 新田川
- 駒沢川
- 田子川

## 歴史
前身各村〜古里村の歴史
- 江戸時代 - 前身の水内郡富竹村・金箱村・上駒沢村・下駒沢村・三才村は天領（松代藩預地）であった。
- 1604年（慶長9年） - 上駒沢村・三才村付近を通る東山道の支道が北国街道に指定され、上駒沢村に新町宿が置かれる。のち、1611年（慶長16年）に経路が変更になり、村内を通らなくなる。
- 1972年（明治5年） - 県と町村の間に区が設けられると、古里地区は第62区に入り、各村には戸長が置かれた[5]。
- 1974年（明治7年） - 大区小区制が敷かれ、5ヵ村は北第25大区第2小区となり、この大区の会所および小区の戸長役場が上駒沢村の法林寺に置かれる[5]。
- 1879年（明治12年）1月4日 - 郡区町村編制法施行。各村は上水内郡に属する。各村に戸長役場が置かれる[5]。
- 1885年（明治18年）
  - 4月 - 経費削減のため、各村の戸長役場を統合し、金箱村に戸長役場が設置される[5]。
  - 各村の4校を併合し、金箱村に金箱学校（長野市立古里小学校の前身）が開校。大字三才に支校が置かれるが、1907年（明治40年）に廃止。
- 1888年（明治21年）5月1日 - 信越本線（長野〜関山＝現 しなの鉄道北しなの線）が開通し上駒沢村・三才村を通過するが、当初駅は置かれなかった。
- 1889年（明治22年）4月1日 - 町村制の施行により、上水内郡富竹村・金箱村・上駒沢村・下駒沢村・三才村の区域をもって古里村が発足。金箱の青木武平宅を借用し、村役場として事務を開始[5]。
- 1908年（明治41年） - 古里尋常小学校校舎を改築して、旧校舎に役場を移転する[5]。
- 1927年（昭和2年） - 役場から出火し、役場と小学校を焼失。再び青木宅を借用して事務を行う[5]。
- 1936年（昭和11年） - 農協所有地に新庁舎を新築。役場と農協が上下階に分かれて事務を執る[5]。
- 1954年（昭和29年）4月1日 - 古里村が長野市に編入。同日古里村廃止。大字富竹・金箱・上駒沢・下駒沢・三才となる。

長野市古里地区の歴史

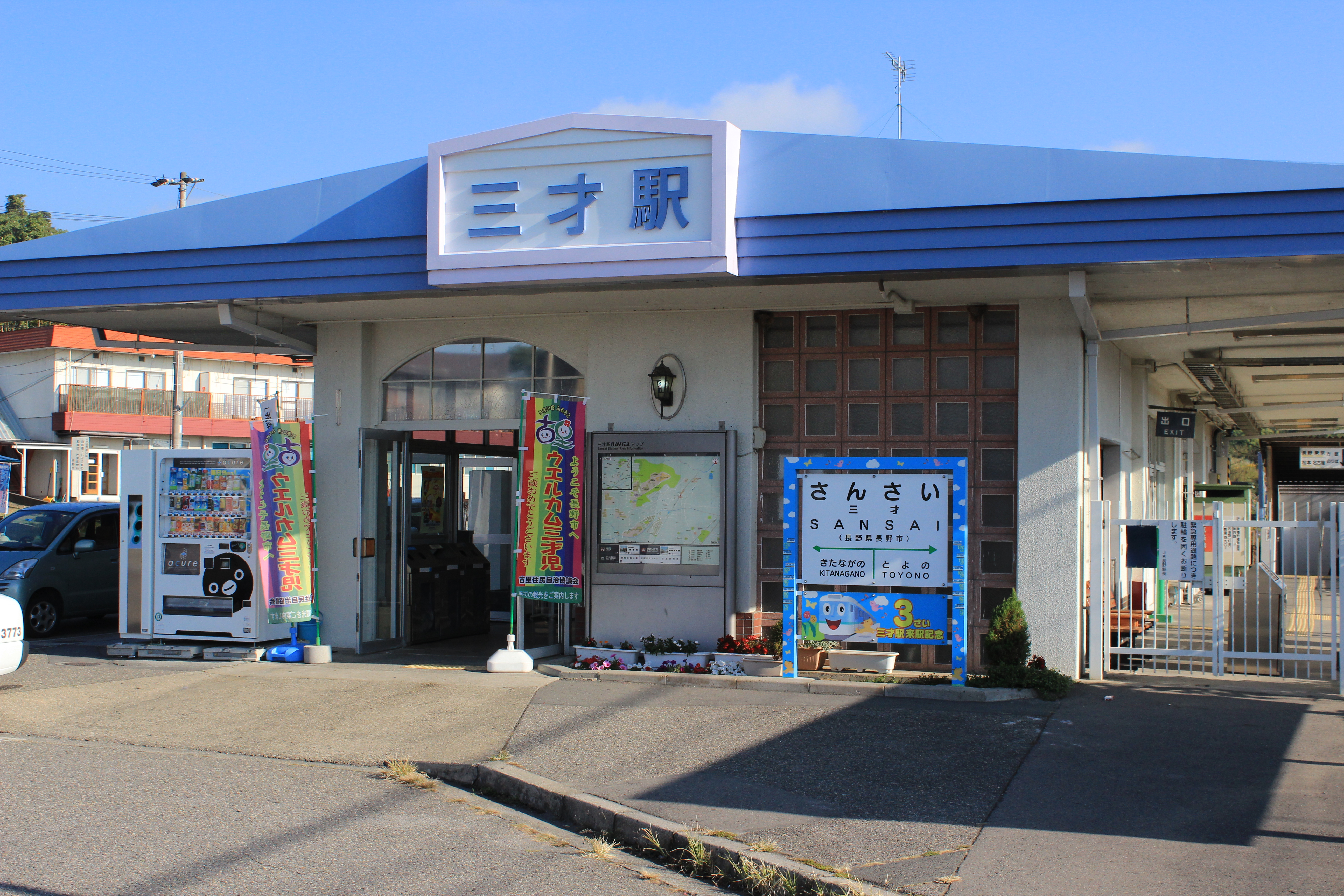
古里に鉄路が通ってから70年目にして新設された三才駅

- 1958年（昭和33年）1月8日 - 大字三才の信越本線（現 しなの鉄道北しなの線）に、三才駅が設置される。
- 1966年（昭和41年）12月1日 - 大字下駒沢に、長野県身体障害者福祉センター（長野県立総合リハビリテーションセンターの前身）が開所。
- 1974年（昭和49年）4月1日 - 大字三才から分かれて、西三才が発足。
- 1995年（平成7年）6月1日 - 大字富竹に、長野市民病院が開院。
- 1997年（平成9年）10月1日 - 北陸新幹線（高崎〜長野）が開通。地域内を長野新幹線車両センターに向かう回送線が通過する（2015年（平成27年）の北陸新幹線長野以北開業移行は営業線）。
- 2020年（令和3年）2月28日 - 都市計画道路北部幹線の徳間〜金箱が開通。長年線路により隔てられていた稲田・徳間地区との交通が容易になる。

## 大字・町丁

### 金箱
金箱（かねばこ）は、古里地域中央部の地区（大字）。郵便番号は、381-0007。
地区の西端をしなの鉄道北しなの線・北陸新幹線が通過し、中央部を浅川が流れ、長野県道372号三才大豆島中御所線が南北に走る。
周囲は以下の大字・町丁と接する。
東西に長く広がる地区であり、中央部に長野市役所古里支所と古里小学校があり、古里地域の中心となっている。集落・宅地はその周辺に集まっており、西端・東端は農地が広がっている。
地区内の人口および世帯数は、386世帯 996人（令和5年3月1日現在）

#### 交通
路線バス
地区内を走る、ぐるりん号の以下の路線系統が利用できる。
- ぐるりん号
  - 東北ぐるりん号 市民病院 → 古里支所 → 稲田エノキ公園 → 北長野駅 → 朝陽駅 → 市民病院

#### 施設
- 長野市役所 古里支所
- 長野市立古里小学校
- 金箱神社
- 信叟寺

### 上駒沢
上駒沢（かみこまざわ）は、古里地域北部の地区（大字）。郵便番号は、381-0082。
地区東端を流れる浅川に、地区南東で新田川、北東で駒沢川が合流する。地区西部をしなの鉄道北しなの線、東部を北陸新幹線が走り、中央部を長野県道372号三才大豆島中御所線が南北に走る。
北東の大字大町・大字下駒沢・大字三才に囲まれるところと、南西の大字金箱・大字富竹に囲まれるところの2ヶ所飛地がある。
（飛地を除く）周囲は以下の大字・町丁と接する。
地区南部の新田川沿い・地区北部の駒沢川沿いを除いて宅地が広がっている。
1604年（慶長9年）から1611年（慶長16年）の経路変更まで、地区内を北国街道が通っており、地区西部に新町宿が置かれていた。現在でも駒沢新町団地にその名が残っている。
地区内の人口および世帯数は以下の通り（令和5年3月1日現在）。
|              | 世帯数    | 人口    |
| ------------ | --------- | ------- |
| 上駒沢       | 999世帯   | 2,502人 |
| 駒沢新町     | 206世帯   | 303人   |
| 駒沢第二団地 | 101世帯   | 130人   |
|              |           |         |
| 計           | 1,306世帯 | 2,935人 |

#### 交通
鉄道
地区内に鉄道駅はないが、地区北部ではしなの鉄道三才駅（三才）が利用できる。
路線バス
地区内を走る、ぐるりん号の以下の路線系統が利用できる。
- ぐるりん号
  - 東北ぐるりん号 市民病院 → 古里支所 → 稲田エノキ公園 → 北長野駅 → 朝陽駅 → 市民病院

#### 施設
- 西友 古里店
- 古里公園
- 長野市営古里体育館
- 諏訪神社 (長野市上駒沢)
- 法林寺 (長野市上駒沢)
- 長命寺廟跡
- 虎塚・虎御前社・曽我塚

### 三才
三才（さんさい）は、古里地域北部の地区。

### 下駒沢
下駒沢（しもこまざわ）は、古里地域北東部の地区（大字）。郵便番号は、381-0008。
地区西部を浅川が流れる。周囲は以下の大字と接する。
地区南西部に宅地が広がり、地区北東部に長野県立総合リハビリテーションセンターと長野市北部工業団地が立地する。
地区内の人口および世帯数は、737世帯 1,823人（令和5年3月1日現在）。

#### 交通
路線バス
地区内を走る、長電バスの以下の路線系統が利用できる。
- 長電バス
  - 63 長野駅 - 宇木 - 三才駅 - 市民病院 - 柳原
  - 64 長野駅 - 檀田 - 三才駅 - 市民病院 - 柳原
  - 161 浅川西条 - 三才駅 - 市民病院 - 柳原
  - 162 東長野病院 - 三才駅 - 市民病院 - 柳原

#### 施設
- 伊勢社 (長野市下駒沢)
- 正澤寺
- 長野県立総合リハビリテーションセンター
  - 長野県障害者福祉センター（サンアップル）

### 富竹
富竹（とみたけ）は、古里地域南部の地区（大字）。郵便番号は、381-0006。
地区西部を浅川が流れ、地区の南西端を長野電鉄長野線が、北西端をしなの鉄道北しなの線・北陸新幹線がかすめている。中央部を長野県道372号三才大豆島中御所線が南北に走る。
周囲は以下の大字・町丁と接する。
地区西部に住宅地が広がり、地区東部に農地が広がる。農地の中に長野市民病院がそびえる。なお、住宅密集地と農地との境目がはっきりとしているが、ここが市街化区域・市街化調整区域の境界である。
地区内の人口および世帯数は、2,354世帯 5,492人（令和5年3月1日現在）。富竹は広大な範囲を分割せずに1行政区としていることもあってか、長野市の行政区の中で人口が最多である。
富竹のビャクシンは市の指定天然記念物となっている。

#### 交通
鉄道
地区内に鉄道駅はないが、地区南西部では長野電鉄朝陽駅（南堀）が利用できる。
路線バス
地区内を走る、長電バス・ぐるりん号の以下の路線系統が利用できる。
- 長電バス
  - 63 長野駅 - 宇木 - 三才駅 - 市民病院 - 柳原
  - 64 長野駅 - 檀田 - 三才駅 - 市民病院 - 柳原
  - 161 浅川西条 - 三才駅 - 市民病院 - 柳原
  - 162 東長野病院 - 三才駅 - 市民病院 - 柳原
- ぐるりん号
  - 東北ぐるりん号 市民病院 → 古里支所 → 稲田エノキ公園 → 北長野駅 → 朝陽駅 → 市民病院

#### 施設
- 長野信用金庫 古里支店
- 長野市民病院
- 長野中央警察署 東北交番
- NHK富竹ラジオ放送所
- 冨建千引神社
- 東富竹諏訪社
- 西栄寺 (長野市)
- 直心院

### 西三才
西三才（にしさんさい）は、古里地域北西部の地区。